# Catalão (tiểu vùng)
Catalão là một tiểu vùng thuộc bang Goiás, Brasil. Tiều vùng này có diện tích 15207 km², dân số năm 2007 là 118089 người.